# CEV Cup (damer)
CEV Cup, tidigare cupvinnarcupen (från 1972 till 2000) och CEV Top Teams Cup (från 2000 till 2007), är den näst högst rankade kontinenttävlingen i volleyboll för klubbar (efter CEV Champions League, men före CEV Challenge Cup) i Europa. Den arrangeras av kontinentförbundet CEV varje år sedan 1972.

## Resultat

### Cupvinnarcupen
| Säsong  | Vinnare                 | Matchresultat | Tvåa                           | Trea                 |
| ------- | ----------------------- | ------------- | ------------------------------ | -------------------- |
| 1972–73 | CSKA Moskva             |               | CSKA Sofia                     | Penicilina Iași      |
| 1973–74 | CSKA Moskva             |               | Rudá Hvězda Praha              | Dinamo București     |
| 1974–75 | SC Traktor Schwerin     |               | CSKA Moskva                    | Slavia Bratislava    |
| 1975–76 | Slavia Bratislava       |               | CSKA Sofia                     | US Medico Münster    |
| 1976–77 | Iskra Voroshilovgrad    |               | Dynamo Berlin                  | Újpesti Dózsa        |
| 1977–78 | Dynamo Berlin           |               | TJK Brno                       | 1.VC Schwerte 1968   |
| 1978–79 | Rudá Hvězda Praha       |               | Traktor Schwerin               | Start Łódź           |
| 1979–80 | Vasas Izzó Budapest     |               | USC Münster                    | Alidea Catania       |
| 1980–81 | Vasas Izzó Budapest     |               | Spartak Leningrad              | CSKA Sofia           |
| 1981–82 | CSKA Sofia              |               | Dinamo Moskva                  | Slavia Bratislava    |
| 1982–83 | Medin Odessa            |               | Rudá Hvězda Praha              | Nelson Reggio Emilia |
| 1983–84 | Dynamo Berlin           |               | Nelson Reggio Emilia           | Rudá Hvězda Praha    |
| 1984–85 | Dynamo Berlin           |               | Uralochka Sverdlovsk           | Akademik Sofia       |
| 1985–86 | Uralochka Sverdlovsk    |               | SV Lohhof                      | Újpesti Dózsa        |
| 1986–87 | Kommunalnik Minsk       |               | Nelson Reggio Emilia           | SG JDZ Feuerbach     |
| 1987–88 | CSKA Moskva             |               | AS Volley Modena               | Traktor Schwerin     |
| 1988–89 | ADK Alma-Ata            |               | Traktor Schwerin               | CSKA Moskva          |
| 1989–90 | ADK Alma-Ata            |               | Braglia Ceramica Reggio Emilia | Traktor Schwerin     |
| 1990–91 | ADK Alma-Ata            | 3–2           | CSKA Sofia                     | Bayern Lohhof        |
| 1991–92 | USC Münster             | 3–2           | Sirio Perugia                  | Schweriner SC        |
| 1992–93 | CJD Berlin              | 3–1           | BZBK Baku                      | Sirio Perugia        |
| 1993–94 | Brummel Ancona          | 3–1           | Racing de France Paris         | Komfort Police       |
| 1994–95 | Volley Modena           | 3–2           | USC Münster                    | Brummel Ancona       |
| 1995–96 | Anthesis Modena         | 3–0           | VBC Riom                       | CSKA Moskva          |
| 1996–97 | Anthesis Modena         | 3–0           | VBC Riom                       | CSKA Moskva          |
| 1997–98 | CSKA Moskva             | 3–2           | RC Cannes                      | Volley Modena        |
| 1998–99 | Eczacıbaşı Istanbul     | 3–1           | Cermagica Reggio Emilia        | FO Vrilīssiōn        |
| 1999–00 | Pallavolo Sirio Perugia | 3–0           | Panathinaikos AO               | Enka Istanbul        |

### Top Teams Cup
| Säsong  | Segrare                    | Matchresultat | Tvåa                    | Trea                    |
| ------- | -------------------------- | ------------- | ----------------------- | ----------------------- |
| 2000–01 | Asterix Kieldrecht         | 3–2           | Telekom Post Wien       | Dinamo Jinestra Odessa  |
| 2001–02 | Azerrail Baku              | 3–0           | Jedinstvo Užice         | Bank Pocztowy Bydgoszcz |
| 2002–03 | RC Villebon 91             | 3–0           | Zeiler Köniz            | Eburon Tongeren         |
| 2003–04 | Güneş Vakıfbank Istanbul   | 3–0           | SSV Ulm 1846            | Eburon Tongeren         |
| 2004–05 | Pallavolo Chieri           | 3–0           | TSV Bayer 04 Leverkusen | Eczacıbaşı Istanbul     |
| 2005–06 | Sant'Orsola Asystel Novara | 3–0           | Dinamo Moskva           | Longa '59 Lichtenvoorde |
| 2006–07 | Grupo 2002 Murcia          | 3–0           | CSKA Moskva             | Schweriner SC           |

### CEV Cup[3]
| Säsong  | Segrare                           | Matchresultat                     | Två                               | Treor / semifinalister                            |
| ------- | --------------------------------- | --------------------------------- | --------------------------------- | ------------------------------------------------- |
| 2007–08 | Scavolini Pesaro                  | 3–0                               | Rocheville Le Cannet              | Röda stjärnan Belgrad                             |
| 2008–09 | Asystel Novara                    | 3–0                               | Uralochka NTMK Jekaterinburg      | Fenerbahçe Acıbadem Istanbul                      |
| 2009–10 | Yamamay Busto Arsizio             | 3–1                               | Röda stjärnan Belgrad             | Rabita Baku                                       |
| 2010–11 | Chateau d'Ax Urbino               | 3–0, 3–1                          | Dinamo Krasnodar                  | Tauron MKS Dąbrowa Górnicza Röda stjärnan Belgrad |
| 2011–12 | Yamamay Busto Arsizio             | 1–3, 3–1 (GS 15–9)                | Galatasaray Istanbul              | Robur Tiboni Urbino 2004 Tomis Constanța          |
| 2012–13 | Bank BPS Fakro Muszyna            | 3–2, 3–2                          | Fenerbahçe                        | VK Omitjka Uralochka NTMK Jekaterinburg           |
| 2013–14 | Fenerbahçe                        | 3–2, 3–0                          | Uralochka NTMK Jekaterinburg      | Azeryol Baku Dresdner SC                          |
| 2014–15 | Dinamo Krasnodar                  | 3–0, 1–3 (GS 15–10)               | PGE Atom Trefl Sopot              | Rabita Baku Galatasaray Daikin Istanbul           |
| 2015–16 | Dinamo Krasnodar                  | 2–3, 3–0                          | Galatasaray Daikin Istanbul       | Azeryol Baku Schweriner SC                        |
| 2016–17 | Dinamo Kazan                      | 3–1, 3–2                          | Unet Yamamay Busto Arsizio        | Pomì Casalmaggiore Galatasaray Daikin Istanbul    |
| 2017–18 | Eczacıbaşı Istanbul               | 3–1, 3–0                          | VK Minsk                          | SSC Palmberg Schwerin Allianz MTV Stuttgart       |
| 2018–19 | Yamamay Busto Arsizio             | 3–0, 3–1                          | CSM Volei Alba Blaj               | CS Știința Bacău Békéscsabai RSE                  |
| 2019–20 | Avbruten p.g.a. Covid-19-pandemin | Avbruten p.g.a. Covid-19-pandemin | Avbruten p.g.a. Covid-19-pandemin | Avbruten p.g.a. Covid-19-pandemin                 |
| 2020–21 | Saugella Monza                    | 3–0, 3–0                          | Galatasaray Istanbul              | Béziers Volley OK Tent                            |
| 2021–22 | Eczacıbaşı SK                     | 3-1, 3-1                          | Allianz MTV Stuttgart             | CSM Volei Alba Blaj HAOK Mladost                  |
| 2022–23 | Savino Del Bene Scandicci         | 3-1, 3-0                          | CSM Volei Alba Blaj               | CSM Târgoviște Türk Hava Yolları SK               |
| 2023–24 | Chieri '76 Volleyball             | 3–0, 3–1                          | NUC Volleyball                    | Budowlani Łódź Levallois Paris Saint-Cloud        |
| 2024–25 | AGIL Volley                       | 3–1, 3–0                          | CSM Volei Alba Blaj               | Türk Hava Yolları SK Vasas SC                     |

Not: Matchen om tredjepris avskaffades 2010. Kolumnen "Treor / semifinalister" visar förlorande semifinalister från och med 2010/11 års upplaga.

## Titlar efter klubb
| #  | Klubb                       | Titlar | År                                 |
| -- | --------------------------- | ------ | ---------------------------------- |
| 1  | / CSKA Moskva               | 4      | 1972–73, 1973–74, 1987–88, 1997–98 |
| 2  | SC Dynamo Berlin            | 3      | 1977–78, 1983–84, 1984–85          |
| 2  | ADK Alma-Ata                | 3      | 1988–89, 1989–90, 1990–91          |
| 2  | Volley Modena               | 3      | 1994–95, 1995–96, 1996–97          |
| 2  | Futura Volley Busto Arsizio | 3      | 2009–10, 2011–12, 2018–19          |
| 2  | Eczacıbaşı Istanbul         | 3      | 1998–99, 2017-18, 2021–22          |
| 7  | Vasas SC                    | 2      | 1979–80, 1980–81                   |
| 7  | Asystel Volley              | 2      | 2005–06, 2008–09                   |
| 7  | Dinamo Krasnodar            | 2      | 2014–15, 2015–16                   |
| 10 | SC Traktor Schwerin         | 1      | 1974–75                            |
| 10 | Slavia Bratislava           | 1      | 1975–76                            |
| 10 | Iskra Voroshilovgrad        | 1      | 1976–77                            |
| 10 | Rudá Hvězda Praha           | 1      | 1978–79                            |
| 10 | CSKA Sofia                  | 1      | 1981–82                            |
| 10 | Medin Odessa                | 1      | 1982–83                            |
| 10 | Uralochka Sverdlovsk        | 1      | 1985–86                            |
| 10 | Kommunalnik Minsk           | 1      | 1986–87                            |
| 10 | USC Münster                 | 1      | 1991–92                            |
| 10 | CJD Berlin                  | 1      | 1992–93                            |
| 10 | GS Brogliaccio              | 1      | 1993–94                            |
| 10 | Pallavolo Sirio Perugia     | 1      | 1999–00                            |
| 10 | Asterix Kieldrecht          | 1      | 2000–01                            |
| 10 | Azerrail Baku               | 1      | 2001–02                            |
| 10 | RC Villebon 91              | 1      | 2002–03                            |
| 10 | VakıfBank S.K.              | 1      | 2003–04                            |
| 10 | Pallavolo Chieri            | 1      | 2004–05                            |
| 10 | Grupo 2002 Murcia           | 1      | 2006–07                            |
| 10 | Robursport Volley Pesaro    | 1      | 2007–08                            |
| 10 | Robur Tiboni Volley Urbino  | 1      | 2010–11                            |
| 10 | MKS Muszyna                 | 1      | 2012–13                            |
| 10 | Fenerbahçe                  | 1      | 2013–14                            |
| 10 | Dinamo Kazan                | 1      | 2016–17                            |
| 10 | Saugella Monza              | 1      | 2020–21                            |
| 10 | Savino Del Bene Scandicci   | 1      | 2022–23                            |
| 10 | Chieri '76 Volleyball       | 1      | 2023–24                            |
| 10 | AGIL Volley                 | 1      | 2024–25                            |

## Titlar per land
Kommentarer:
1. För att vara historiskt korrekt används det land som klubben låg inom vid respektive mästerskap.
2. Kolumnen "Trea" omfattar resultat fram till 2010, eftersom det sedan dess inte spelas någon match om tredjepris.
| #  | Land                   | Etta | Tvåa | Trea | Totalt |
| -- | ---------------------- | ---- | ---- | ---- | ------ |
| 1  | Italien                | 17   | 7    | 5    | 29     |
| 2  | Sovjetunionen          | 10   | 4    | 1    | 15     |
| 3  | Turkiet                | 5    | 4    | 3    | 11     |
| 4  | Ryssland               | 4    | 5    | 2    | 11     |
| 5  | Östtyskland            | 4    | 3    | 2    | 9      |
| 6  | Tyskland               | 2    | 3    | 3    | 8      |
| 7  | Tjeckoslovakien        | 2    | 2    | 2    | 6      |
| 8  | Ungern                 | 2    | -    | 2    | 4      |
| 9  | Frankrike              | 1    | 5    | 1    | 7      |
| 10 | Bulgarien              | 1    | 2    | 2    | 5      |
| 11 | Polen                  | 1    | 1    | 4    | 6      |
| 12 | Azerbajdzjan           | 1    | 1    | 1    | 3      |
| 13 | Spanien                | 1    | 1    | -    | 2      |
| 14 | Belgien                | 1    | -    | 2    | 3      |
| 15 | Rumänien               | -    | 3    | 1    | 4      |
| 16 | Västtyskland           | -    | 2    | 3    | 5      |
| 17 | Grekland               | -    | 1    | 1    | 2      |
| 17 | Serbien                | -    | 1    | 1    | 2      |
| 19 | Schweiz                | -    | 2    | -    | 2      |
| 20 | Österrike              | -    | 1    | -    | 1      |
| 20 | Belarus                | -    | 1    | -    | 1      |
| 20 | Serbien och Montenegro | -    | 1    | -    | 1      |
| 23 | Nederländerna          | -    | -    | 1    | 1      |
| 23 | Ukraina                | -    | -    | 1    | 1      |

## Mest värdefulla spelareper upplaga
- 2003–04 –  Neslihan Demir (TUR)
- 2004–05 –  Logan Tom (USA)
- 2005–06 –  Taismary Agüero (CUB)
- 2006–07 –  Lyubov Sokolova (RUS)
- 2007–08 –  Vesna Jovanovic (SRB)
- 2008–09 –  Cristina Barcellini (ITA)
- 2009–10 –  Carmen Turlea (ROM)
- 2010–11 –  Chiara Di Iulio (ITA)
- 2011–12 –  Aneta Havlíčková (CZE)[7]
- 2012–13 –  Sanja Popović (CRO)
- 2013–14 –  Kim Yeon-koung (KOR)[8]
- 2014–15 –  Tatiana Kosheleva (RUS)
- 2015–16 –  Natalia Malykh (RUS)
- 2016–17 –  Valentina Diouf (ITA)
- 2017–18 –  Tijana Bošković (SRB)
- 2018–19 –  Britt Herbots (BEL)
- 2020–21 –  Alessia Orro (ITA)
- 2021–22 –  Maja Ognjenović (SRB)[9]
- 2022–23 –  Ekaterina Antropova (ITA)[10]
- 2023–24 –  Kaja Grobelna (BEL)[11]
- 2024–25 –  Tatiana Tolok (RUS)[12]